# Ca l'Ermengol (Campins)
Ca l'Ermengol és una masia de Campins (Vallès Oriental) inclosa a l'Inventari del Patrimoni Arquitectònic de Catalunya. És documentat des de 1690.

## Descripció
Masia de planta rectangular, consta de planta baixa, un soterrani i un primer pis. La coberta és composta, però de dues aigües. La façana és senzilla, té un portal d'arc de mig punt i unes finestra petites, hi ha un rellotge de sol a l'altura del primer pis. La façana està arrebossada i pintada d'un color groguenc.

## Història
No sabem la data de construcció. Aquesta casa ha sofert transformacions sobretot en una part, ja que s'ha convertit en dos habitatges. L'aspecte exterior també ha estat transformat. És en un barri nou a l'altre costat de la carretera, sortint del centre urbà.